# Тячев
Тячев или Тячиу (на украински: Тячів; на русински: Тячево; на унгарски: Técső; на чешки: Tiačevo, Tjačev; на румънски: Teceu Mare; на словашки: Ťačovo, Tjačev; на идиш: טעטש (Тейч), на немски: Tjatschiw; на полски: Tiacziw) е град в Украйна, административен център на Тячевски район, Закарпатска област.
Към 1 януари 2011 година населението на града е 9184 души.

## История
Селището е основано през 1329 година, през 1961 година получава статут на град.

## Побратимени градове
- Казинцбарцика, Унгария
- Ясберен, Унгария
- Надкало, Унгария
- Харков, Украйна